# Periquito de Bourke
El periquito de Bourke (Neopsephotus bourkii) és una espècie d'ocell de la família dels psitàcids i única espècie del gènere Neopsephotus. Habita zones amb arbres a l'interior d'Austràlia, al centre d'Austràlia Occidental, sud del Territori del Nord, nort d'Austràlia Meridional, sud-oest de Queensland i nord-oest de Nova Gal·les del Sud.